# Tyler Saint
Tyler Saint, John Martell (* 3. März 1965 in Burlington, Vermont) ist ein US-amerikanischer Pornodarsteller.

## Leben
Saint ist in den Vereinigten Staaten als Pornodarsteller in Produktionen für schwule Konsumenten tätig und wurde mehrfach ausgezeichnet.
Er ist mit Rob Peters verheiratet.

## Filmografie (Auswahl)
- 2006: Gunnery Sgt. McCool, (Titan Media)
- 2007: Vanished , (Falcon Entertainment)
- 2007: Trunks 4: White Heat, (Hot House Entertainment)
- 2007: Trouser Trout, (Raging Stallion Studios)
- 2007: Tough Stuff, (Hot House Entertainment)
- 2007: Sun Soaked, (Channel 1 Releasing)
- 2007: Shacked Up, (Titan Media)
- 2007: Link: The Evolution, (Channel 1 Releasing)
- 2007: Fraternity Gangbang 2, (Jet Set Men)
- 2007: Bottom of the 9th: Little Big League III, (Channel 1 Releasing)
- 2007: Folsom Leather, (Titan Media)
- 2007: Just Add Water, (Jet Set Men)
- 2007: T.K.O., (Studio 2000)
- 2007: Jockstrap, (Hot House Entertainment)
- 2007: Verboten: Part 1, (Hot House Entertainment)
- 2007: The F Word, (Jet Set Men)
- 2007: Dare, (Falcon Entertainment)
- 2008: Stark Naked, (Hot House Entertainment)
- 2008: Suck It Up, (Channel 1 Releasing)
- 2008: Red Hanky, (Hot House Entertainment)
- 2008: Butt Bouncers, (Robert van Damme Productions)
- 2008: Mens Room III: Ozark Mtn. Exit 8, (Titan Media)
- 2008: Private Party 2, (Robert van Damme Productions)
- 2008: Jock Itch, (Raging Stallion Studios/ Screaming Eagle XXX)
- 2008: Hung Country for Young Men, (Jet Set Men)
- 2008: Excess, (Channel 1 Releasing)
- 2009: Private Party 3, including Robert van Damme bottom scene with Tyler!, (RVD Films)
- 2010: Dirty Muscle, (Robert van Damme Productions Est.2010)
- 2011: Muscle Gods Celebration, (Robert van Damme Productions Est.2010)
- 2012: The Real Escorts Of America, (Robert van Damme Productions Est.2010)

## Preise und Auszeichnungen (Auswahl)
- 2008: GayVN Awards, Beste Gruppenszene, Nominierung
- 2008: GayVN Awards, Beste Sexszene, Nominierung
- 2008: GayVN Awards, Best Threesome, Nominierung
- 2009: Grabby Award